# 国際連合安全保障理事会決議975
国際連合安全保障理事会決議975（こくさいれんごうあんぜんほしょうりじかいけつぎ975 英: United Nations Security Council Resolution 975）は、1995年1月30日に採択された決議。多国籍軍(MNF)から国際連合ハイチ・ミッション(UNMIH)への責任の移転について議論し、国際連合ハイチ・ミッションを1995年7月31日までさらに6か月の延長を決定した。
多国籍軍は国際連合ハイチ・ミッションが開始される前に、安定した環境を確保するためにハイチに展開された。
選出された政府とジャン＝ベルトラン・アリスティド大統領の復帰を含むハイチでの積極的な発展は米州機構と国際民間ミッションからの貢献と同様に歓迎された。国際連合ハイチ・ミッションの配備はすでに準備されていた。 ブトロス・ブトロス＝ガーリ事務総長は、国際連合ハイチ・ミッションの軍、警察、市民の要員を募集し、展開する権限を与えられた。多国籍軍のすべての機能は1995年3月31日までに引き継がれることになっており、この時間枠内に最大6000人の軍隊と900人の警察が配備されることになっていた。
国際社会は、ハイチの発展を支援し、警察と司法制度の創設を支援するよう求められた。事務総長は、多国籍軍から国際連合ハイチ・ミッションへの移行について1995年4月15日までに報告するよう求められた。
この決議は安全保障理事会から14票で承認され、反対はなかったが、中国は棄権した。